# Lasioglossum stevensoni
Lasioglossum stevensoni är en biart som först beskrevs av Cockerell 1924.  Lasioglossum stevensoni ingår i släktet smalbin, och familjen vägbin. Inga underarter finns listade i Catalogue of Life.